# Rökk Szilárd
Rökk Szilárd, született Reck Konstantin Bernát Lipót (nevét kezdetben inkább Röcknek írta) (Előszálláspuszta (Fejér vármegye), 1799. augusztus 21. – Budapest, 1888. szeptember 25.) köz- és váltóügyvéd, Budapest fővárosa bizottsági tagja, és több fővárosi egylet és jótékonysági intézet elnöke és tagja, nagylelkű mecénás, filantróp és állatbarát.

## Életútja
Apja Rökk (Reck) Pál, aki gazdatiszt volt a ciszterciták Fehér megyében fekvő és 52 000 katasztrális holdat tevő előszállási uradalmában és anyja Szabady Terézia takarékos gazdálkodással szerzett jólétük eszközeivel gondos nevelésben részesítették gyermekeiket. Honoráciorok voltak. Édesanyja magas kort megérve az 1830-40-es években hunyt el. 
Elemi iskoláit Dunaföldváron végezte, ahová a család költözött saját házat és egy kis birtokot véve ott. A gimnáziumot és az egyetemet pedig Pesten. Bár tudós szeretett volna lenni, saját bevallása szerint ahhoz nem volt tehetsége, így 1820-ban ügyvédi szigorlatot tett, és irodát nyitott Pesten. Jogtanácsosa lett a Beniczky, Majthényi, Podmaniczky és Szeleszky családoknak. Az 1850-es '60-as években többször külföldi utazást tett, főleg Olaszországban és Svájcban. Közel 50 év után lemondott az ügyvédségről. Budapest szervezése óta éveken át fővárosi bizottsági tag volt. Még fiatalon beleszeretett egy szép, előkelő és nagy műveltségű ifjú hölgybe, de a még csak feltörekvő ügyvéd kérését annak szülei megtagadták, később pedig nem nősült már meg. 
A Nemzeti kör tagja, majd második igazgatója volt. 1864-ben az alakuló Pesti Műegylet választmányi tagjává és alelnökévé választották. A pesti kereskedelmi banknál a jelzálogkölcsön-ügyek egyik felügyelője volt. 1873-tól a józsefvárosi választók 30-as bizottságának rendes tagjává választották, a városrésznek 1878-ig volt választási elnöke.
A Fővárosi Levéltár kiadásában 1971-ben megjelent Források Budapest Múltjából II. kötetében szó szerint közölnek egy alapító okiratot ezzel a címmel: „Rökk Szilárd alapítványa egy fővárosi gyermekpark javára”, melynek dátuma 1884. május 20.. 1900-ban került elő újra az alapítvány, mivel bár azt eredetileg az új vásártér parkozása keretében, a tér egy részén gyermekpark berendezésére szánták, költséghatékonyságból előirányozták, hogy a IX. kerületi Ferenc tér gyermekjátszóhellyé alakíttatására használják fel, ahol egy emlékoszlopot is fel akartak állíttatni, amiből egy sétány valósult meg.
Számos közhasznú, jótékony s humanisztikus intézetnek volt alapító és tiszteletbeli tagja, így az Országos Nőképző Egyesületnek, az országos nőipar-egyletnek, a magyar gazdasszonyok egyletének, a balatonfüredi szeretetháznak, a Kisfaludy Társaságnak, az írói- és művészi körnek stb. Mindvégig a korral haladt, nemcsak az új, szép eszmék befogadásában, terjesztésében, de a társas körökben való mozgására, sőt öltözködésére nézve is. 
Halála előtt egy évvel már komoly vesebajjal küzdött, de ennek ellenére is aktív maradt és több operáción átesett. Dr. Kovács József egyetemi tanár és annak asszisztense, Szénássy Sándor gyógykezelték. Utolsó napjait a Kerepesi út 11. számú (az úgynevezett „régi Beniczky-féle”) ház második emeletén, szerény udvari lakásában töltötte, ahol öccse, Rökk Pál ápolta, aki Sajóládon (Borsod vármegye) gazdálkodott, és mint a Rökk-család utolsó tagja halt meg 1896. szeptember 8-án. Ő is nagy összegekkel gyarapította a jótékony intézeteket, így az Erdélyi Magyar Közművelődési Egyesületnek 25 000 forintot adott. Testvére, Röck Lilla (Ludmil) a szomszédjában lakott, amit miután 1885-ben 78 évesen elhunyt is fenntartott.
Takarékosságát mint iskolás gyermek kezdte, havipénzét összerakosgatván a jövő eshetőségekre. Takarékosságától áthatott élete folytán nagy vagyont gyűjtött össze, melyről polgártársai (kívánsága szerint) csak halála után értesültek. Az 1872-ben kelt végrendelete szerint, a 750 000 forintnál nagyobb összes vagyonát kulturális és jótékony célokra hagyta. 
Hagyatéka
A boldogult 5 végrendeletet hagyott hátra, melyekben azonban a nagyobb adományokról említés nincs téve, azokat külön felbontandó „csomagokban” hagyta hátra, amik jó része hosszabb-rövidebb ideje kamatozott addigra. 1862. április 12. és 1888 augusztus 16. közti időközben készítette az iratokat az első kivételével saját kezűleg, melyek egymást kiegészítik, csupán a végrendeleti végrehajtók iránt vannak változtatások.
Nevezetesebbek kerek számban
- 100 000 forintot hagyott a katolikus és protestáns egyházak és iskolák, tanítóképzők, nevelőintézetek, iparegyesületek, gyermekkertek, zenedék, a múzeum részére és a csángók letelepítésére.
  - A főpolgármesternek 20 db, egyenként 1000 fortról szóló takarékpénztári kötvény a hagyományozónak azzal az akaratával, hogy annak kamataiból fővárosi tanárok, tanítók és tanítónők hátramaradottjai segélyben részesüljenek. Az alapítványi oklevél elkészítésével és a részletes intézkedések megtételével hagyományozó a főpolgármestert bízta meg.[20]
  - 13 200 forintot a budai tanítónőképző-intézet részére.[21]
- A vallás- és közoktatásügyi miniszternek kézbesítendő csomag 18 első hazai és 5 egyesült takarékpénztári könyvecskét tartalmazott 170 000 forintot meghaladó betéttel, ami 1881-től kamatozott olyan célokra, amik a tudomány, művészet, népnevelés és humanismusnak használnának.[22]
- 200 000 forintot az árvák és szenvedők, a rabok és lábadozók, elmebetegek és vakok, a süketnémák és cselédek, a bölcsődék és menedékházak, a kórházak és segélyző egyesületek, az elaggott özvegyek és sínylődők számára.
  - A Fővárosi Tanácsnak a fővárosban alapítandó női kórház céljára: 66.000 forintot.[23]
- A tudományok és művészetek előmozdítására összesen 300 000 forintot
  - A nemzeti színház javára alapítványként 4000 forintot hagyott, ami kamatai vagy két évenként annak a színésznek adandók ki, aki valamely jó eredeti drámát vagy vígjátékot írván, műve köztetszésben részesült;[18]
  - a Magyar Tudományos Akadémia részére 10 000 forintot,
  - a tudományegyetem számára 30 000 forintot,
  - a tudományok és művészeti célok fejlesztésére a közoktatásügyi miniszter kezeihez 200 000 forintot és
- Az igazságügy-miniszter kezeihez 65 000.
- Ezeken kívül az állatkínzás meggátolására az állatvédő egyesület céljaira 50 000 forintot.

## Emlékezete
Budapest VIII. kerületében a korábbi Bodzafa utca 1889-től viselte a nevét, amit 1962-ben nevével kapcsolatban a „az úgynevezett filantrópiát kitermelő kapitalista szemlélet”-re hivatkozva Somogyi Béla utcának neveztek át, majd 1991-ben a Blaha Lujza tér és a Gutenberg tér közötti szakasz ismét Rökk Szilárd lett, a másik fele megmaradt az újabb néven.
Emlékét nevében őrizte több, az alapítványai kamataiból osztott pályázható jutalom is, így többek között a képzőművészeti Rökk Szilárd-jutalom, melyet a 19–20. század fordulóján az Országos Magyar Képzőművészeti Társulat ítélt oda alkotásokért, illetve a Rökk Szilárd-féle színmű-jutalom, melyet a Nemzeti Színház igazgatósága színdarabokra írt ki. Ahogy más intézményeknél és területeken is kiosztották a hagyatéka kamataiból származó jutalmakat. Pósa Lajos alkalmi költeményt is írt Rökk Szilárd emlékezete címmel, amit Száva János, jászladányi tanító 1890. augusztus 22-én szavalt el, amikor a magyarországi tanítók és a népoktatási egyesületek megkoszorúzták síremlékét.
A IX. kerületi Ferenc téren márványtábla őrizte emlékét, amit 1922-ben rongálók el akartak tulajdonítani.
Még 1888 novemberében Gerlóczy polgármester indítványt tett, hogy Rökk Szilárd arcképét a polgári arcképcsarnok számára örökítsék meg, mihez a bizottság egyhangúlag hozzájárult. 1889-ben a fővárosi képzőművészeti bizottság megbízásából Sennyei Károly fiatal szobrász elkészítette Rökk Szilárd carrarai márvány mellszobrát, melyet 1890. március 25-én a közgyűlési terem balsarkában helyeztek el.